# Raul Costa Seibeb
Raul Costa Seibeb (Windhoek, 7 februari 1992 – 1 mei 2017) was een Namibisch wegwielrenner en mountainbiker.

## Carrière
In maart 2013 werd Seibeb derde op het nationale kampioenschap tijdrijden en tweede in de wegwedstrijd. Later dat jaar werd hij negende in de tijdrit op het Afrikaanse kampioenschap en won hij het Kampioenschap van Zürich. In 2014 werd hij, achter Till Drobisch, tweede op het nationale kampioenschap tijdrijden. Twee dagen later won hij de wegwedstrijd, met een voorsprong van één seconde op Drobisch. Later dat jaar nam hij deel aan de wegwedstrijd op de Gemenebestspelen, die hij niet uitreed. In 2015 was enkel Gerhard Mans sneller in de tijdrit op het nationale kampioenschap. In september eindigde Seibeb op plek 39 in de wegwedstrijd op de Afrikaanse Spelen.
In 2017 overleed Seibeb nadat hij betrokken was bij een auto-ongeluk in het zuiden van Namibië. Drie maanden eerder was hij voor de derde maal in zijn loopbaan tweede geworden op het nationale kampioenschap tijdrijden, derde in de wegwedstrijd en veroverde hij de titel op het nationale kampioenschap marathon.

## Overwinningen
2014
 Namibisch kampioen op de weg, Elite
 Namibisch kampioen op de weg, Beloften